# 繊研新聞社
株式会社繊研新聞社（せんけんしんぶんしゃ）は、繊維・ファッション業界紙の発行を行う企業。主力の繊研新聞（せんけんしんぶん）は、繊維・ファッション業界最大の専門紙である。日本専門新聞協会加盟。
東京本社を中心に、大阪、名古屋、京都、九州、上海に支社・支局を、パリ、ミラノ、ロンドン、マドリード、ニューヨーク、サンフランシスコ、ソウルに取材網を持つ。

## 発行
- 繊研新聞 - 日刊（土日・祝日は休刊）の、繊維・ファッション業界紙。朝日新聞の販売店を通じて配達される。発行部数は公称で約20万部。[1]
- 繊研電子版 - 繊研新聞の記事がインターネット上で購読できる。
- 繊研新聞メールマガジン - 本紙発行前日の「通常版」と、土曜日発行の「土曜版」を配信。
- 繊研新聞月刊CD-ROM - 繊研新聞の縮刷版（2014年に廃止）。
- 繊維・ファッションに関する書籍など。
- ファッション・アート・ライフスタイルブランドの展示会「PLUG IN」を開催。
- その他、ファッションビジネス懇話会の開催や、表彰制度などを実施している。

## 沿革
- 1948年7月20日 - 繊研新聞社の前身となる、財団法人日本繊維経済研究所が創立。
- 1950年3月 - 『繊研・相場速報』を発行。
- 1956年2月 - 株式会社繊研新聞社を設立。
- 1959年4月1日 - 繊研・相場速報の紙名を『繊研新聞』に変更。
- 1963年 - 朝日新聞社と業務提携。
- 1970年8月 - 全国の朝日新聞販売店から、朝刊宅配体制になる。
- 1972年12月 - 「繊研合繊賞」創設。
- 1977年4月 - 繊研新聞縮刷版の発行を開始（2002年よりCD-ROMでの発行）。
- 1978年7月 - 「繊研賞」創設。創業30周年。
- 1982年9月10日 - 紙齢1万号。「百貨店バイヤーズ賞」創設。
- 1983年7月 - 「繊研流通広告賞」創設。創業35周年。
- 1985年10月 - 「繊研ファッションビジネス懇話会」発足。
- 1997年1月 - ホームページ開設。
- 1998年7月 - 創業50周年。
- 1999年2月 - 「ディベロッパー大賞」「テナント大賞」創設。「SENKEN – h」（繊研アッシュ）創刊。
- 1999年7月21日 - 紙齢15,000号。
- 2001年1月 - 第1回インターナショナルファッションフェア（IFF）開催。
- 2003年3月 - 上海支局を開設。
- 2004年7月 - 繊研時装諮詢（上海）有限公司を設立。
- 2006年10月 - 第1回PLUG IN開催。
- 2008年7月 - 創業60周年。
- 2009年3月 - 英字媒体「THE SENKEN」発行。
- 2010年10月 - レディストレンドセミナー再開。
- 2014年9月 - インバウンド対応媒体「TOKYO PERSPECTIVE」発行。
- 2015年3月 - 人材採用サポート事業「センケンjob新卒」スタート。
- 2015年4月 - 「繊研digital」スタート。
- 2017年4月 - 電子版スタート。
- 2018年7月 - 創業70周年。